# Richard Weaver
Pour les articles homonymes, voir Weaver.
Richard Malcolm Weaver, Jr (3 mars 1910 – 1er avril 1963) est un universitaire américain qui a enseigné l'anglais à l'université. Il est connu pour son approche conservatrice et formelle de la rhétorique moderne.
Solitaire, devenu brièvement socialiste dans sa jeunesse, il devint conservateur lors de ses hautes études. Professeur d'écriture, Weaver est profondément influencé par la philosophie de Platon à propos des universaux. Weaver critique le nominalisme mais prône une critique littéraire et culturelle, dans une approche philosophique de la nature humaine et de la société. Young (1995: 4) le décrit comme un « penseur original et radical », aspects qui ressortent dans son ouvrage Ideas Have Consequences et The Ethics of Rhetoric. Ces travaux ont influencé les théoriciens conservateurs ainsi que les universitaires du sud des États-Unis.  Weaver fut également associé au mouvement des « New Conservatives » (« les Nouveaux Conservateurs »), un groupe d'universitaires qui ont prôné le conservatisme traditionnel dans les années 40 et 50.